# Team LeMans

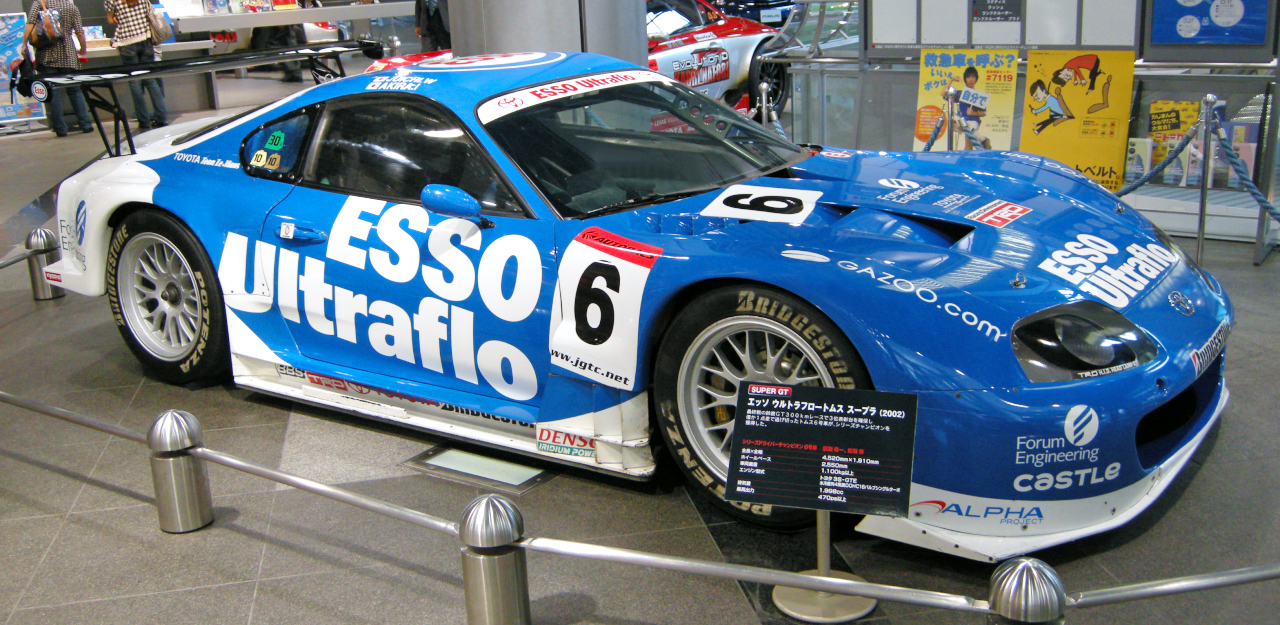
La Toyota Supra victorieuse de Super GT en 2002

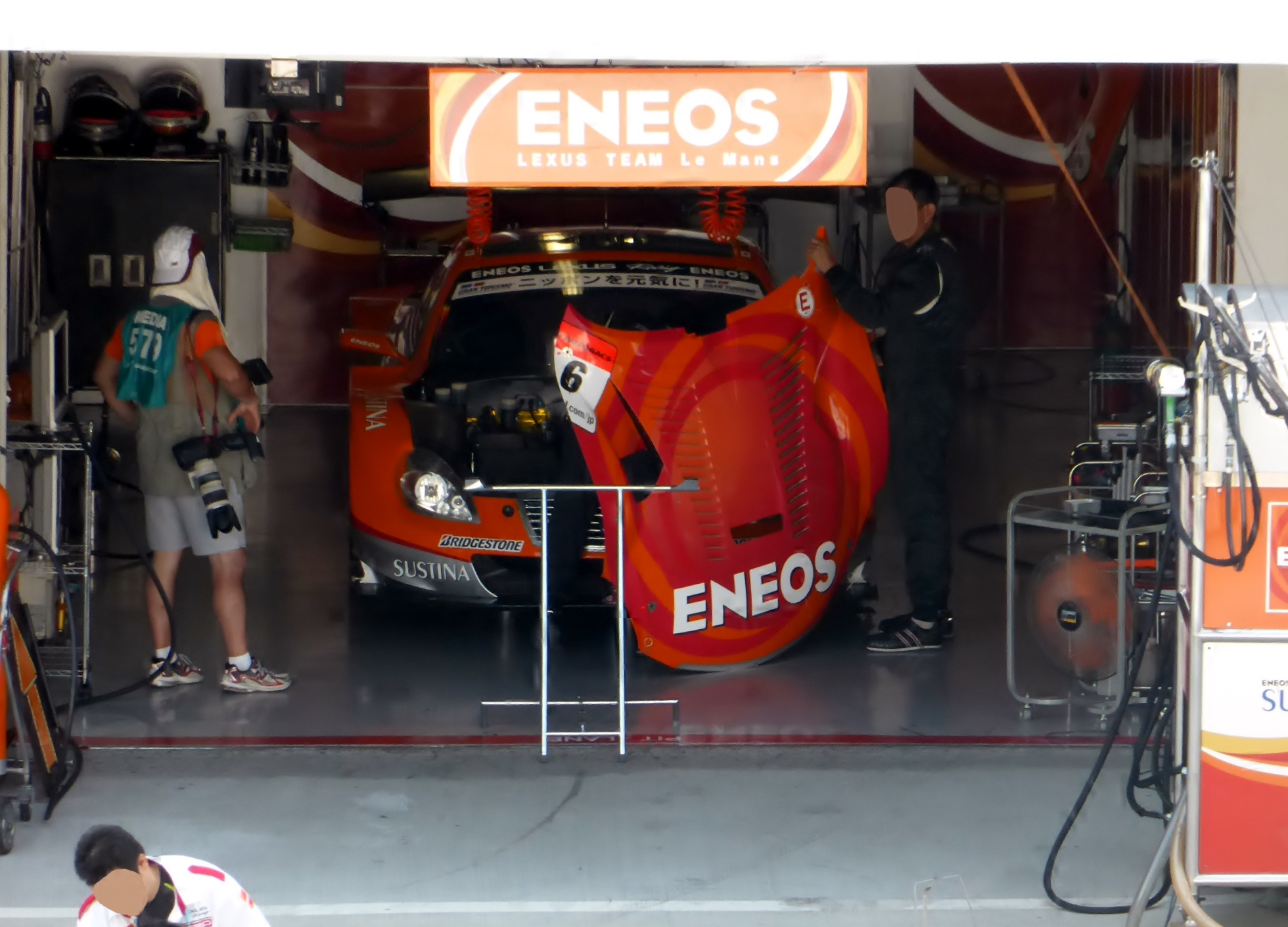
Le paddock de sapporo en 2013

Le Team LeMans, est une écurie japonaise fondée en 1969 par l'équipementier Le Mans Co., Ltd.. L'entreprise est basée à Shibuya, un Arrondissement spécial de Tokyo.
L'écurie participe actuellement au championnat Super GT avec Kazuya Oshima et Yuji Kunimoto sous le nom Lexus Team LeMans ENEOS. Alors que les pilotes de Super Formula étaient en 2013 Ryō Hirakawa et Loïc Duval.

## Historique
En association avec March et Nissan, la structure a participé quatre fois aux 24 Heures du Mans en 1987, 1988, 1988 et 1990 sans jamais terminer la course.

## Palmarès
- Super GT
  - Champion en 2002 avec les pilotes Juichi Wakisaka et Akira Iida

- Super Formula
  - Champion de Formule 2 en 1979 avec Keiji Matsumoto
  - Champion de Formula Nippon en 1996 avec Ralf Schumacher et en 1998 avec Satoshi Motoyama